# Фуникулёр с водяным балластом

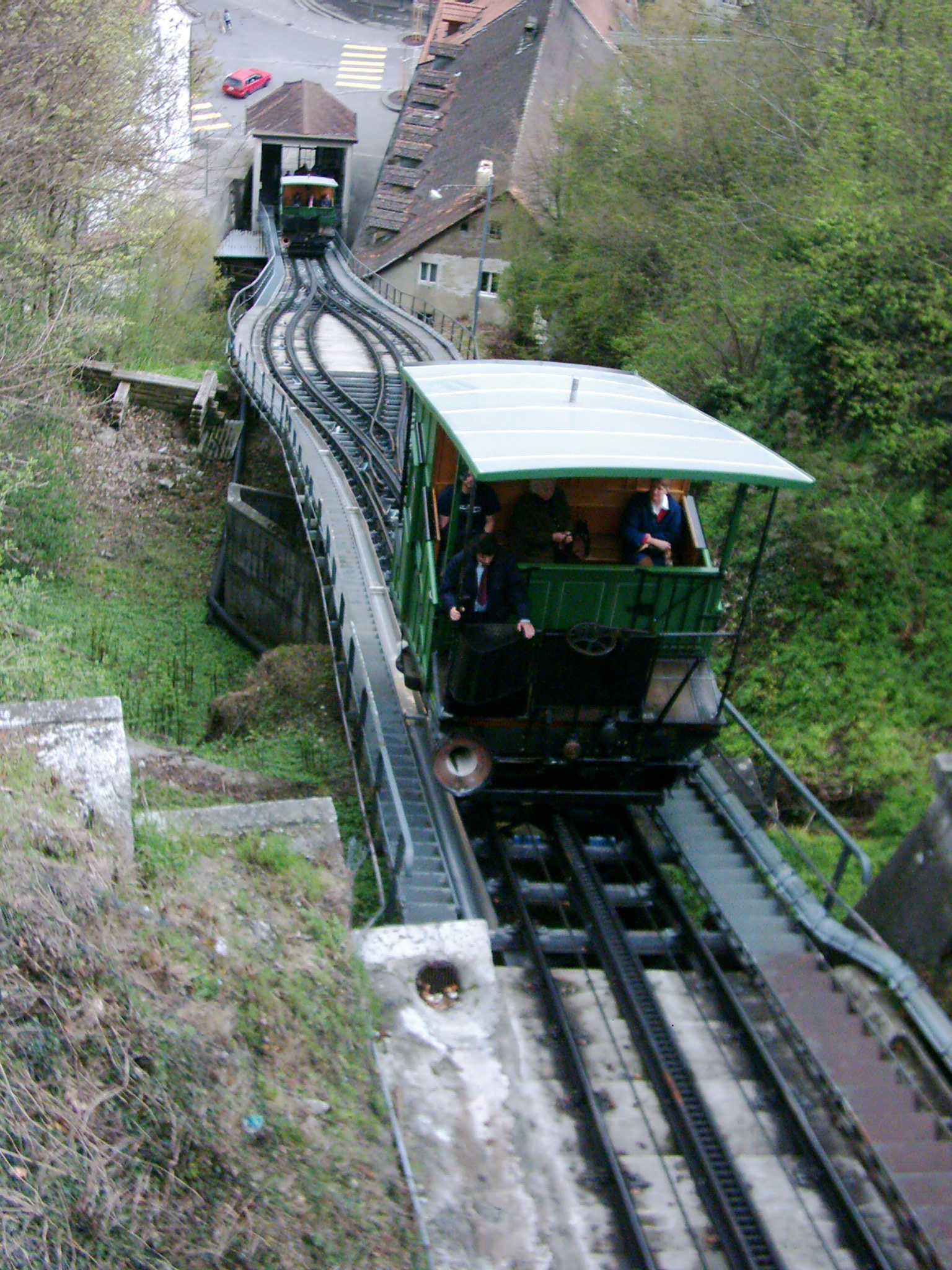
Фрибурский фуникулёр

Фуникулёр с водяным балластом — фуникулёр, не имеющий электрического двигателя и приводящийся в действие водой, которая выполняет роль противовеса. Изобретателем этого типа фуникулёра был Никлаус Риггенбах, который известен как создатель одного из типов зубчатых железных дорог.

## Принцип действия
Как и у обычного фуникулёра, оба вагона связаны тросом неизменяемой длины. Оба вагона оборудованы баком для воды. Для приведения вагонов в действие бак нижнего вагона опустошается, а бак верхнего, наоборот, наполняется. Таким образом нарушается равновесие, верхний вагон перевешивает и фуникулёр приводится в движение. Количество воды вычисляется исходя из числа пассажиров и может достигать 80 литров на пассажира.
Исключением является фуникулёр Lynton-Lynmouth Cliff Railway, расположенный в Великобритании. У этого фуникулёра бак верхнего вагона заполняется водой всегда полностью, в течение высадки и посадки пассажиров. По его заполнении и завершении посадки пассажиров отпускаются тормоза вагонов, и если достаточного разуравновешивания нет и движение не началось — открывается слив бака нижнего вагона, и он опорожняется до достижения требуемого разуравновешивания, приводя вагоны в движение.

## Недостатки
Наполнение бака занимало много времени. К тому же из-за замерзания воды фуникулёр такого типа не мог действовать зимой. Поэтому большинство фуникулёров были переделаны под электрический привод. Сохранилось всего несколько действующих фуникулёров с водяным противовесом.

## Список
Ныне действующие фуникулёры с водяным балластом:
- Elevador do Bom Jesus (Брага, Португалия, открыт в 1882 году)
- Saltburn Cliff Lift (Солтберн-бай-зе-си, Великобритания, открыт в 1884 году)
- Leas Lift (Фолкстон, Великобритания, открыт в 1885 году)
- Nerobergbahn (Висбаден, Германия, открыт в 1888 году)
- Lynton-Lynmouth Cliff Railway (Девон, Великобритания, открыт в 1890 году)
- Funiculaire Neuveville-St.Pierre (Фрибур, Швейцария, открыт в 1899 году)
- Water-balanced cliff railway (Центр Альтернативных Технологий, Махинллет, Великобритания, открыт в 1992 году)

Некоторые бывшие фуникулёры с водяным противовесом:
- Фуникулёр Монмартра (Париж) (открыт в 1891 году, закрыт и переделан под электрическую тягу в 1931 году)
- Полибан (Цюрих) — работал на водяном балласте 8 лет (1889—1897), после чего был переделан на электрический привод.
- Нижегородские фуникулёры (Похвалинский и Кремлёвский) (открыты 15 июля 1896 года, закрыты в начале 20 века)[1]
- Некоторые из фуникулёров Вальпараисо